# Südafrikanische Frauen-Cricket-Nationalmannschaft in England in der Saison 2018
Die Tour der südafrikanischen Cricket-Nationalmannschaft nach England in der Saison 2018 fand vom 9. bis zum 15. Juni 2018 statt. Die internationale Cricket-Tour war Bestandteil der Internationalen Cricket-Saison 2018 und umfasste drei WODIs. England gewann die WODI-Serie 2–1.

## Vorgeschichte
Für beide Mannschaften war es die erste Tour der Saison. Das letzte Aufeinandertreffen der beiden Mannschaften bei einer Tour fand in der Saison 2015/16 in Südafrika statt.

## Stadien
Die folgenden Stadien wurden für die Tour als Austragungsort vorgesehen.
| Stadion               | Stadt      | Kapazität | Spiele  |
| --------------------- | ---------- | --------- | ------- |
| St Lawrence Ground    | Canterbury | 7.000     | 3. WODI |
| County Cricket Ground | Hove       | 6.000     | 2. WODI |
| New Road              | Worcester  | 5.500     | 1. WODI |

## Kaderlisten
England benannte seinen Kader am 4. Juni 2018.
| WODI | WODI |
| England | Südafrika |
| --- | --- |
| - Heather Knight (K) - Tammy Beaumont - Katherine Brunt - Kate Cross - Sophie Ecclestone - Georgia Elwiss - Jenny Gunn - Danielle Hazell - Amy Jones (wk) - Laura Marsh - Anya Shrubsole - Natalie Sciver - Sarah Taylor (wk) - Lauren Winfield - Danni Wyatt | - Dane van Niekerk (K) - Tazmin Brits (wk) - Shabnim Ismail - Marizanne Kapp - Ayabonga Khaka - Masabata Klaas - Stacy Lackay - Lizelle Lee (wk) - Suné Luus - Zintle Mali - Raisibe Ntozakhe - Mignon du Preez - Andrie Steyn - Chloe Tryon - Laura Wolvaardt |

## Women’s One-Day Internationals

### Erstes WODI in Worcester
| 9. Juni Scorecard | Worcester | England 189-9 (50)              | – | Südafrika 193-3 (45.3) |
|                   |           | Südafrika gewinnt mit 7 Wickets |   |                        |

England gewann den Münzwurf und entschied sich als Schlagmannschaft zu beginnen. Als Spielerin des Spiels wurde Lizelle Lee ausgezeichnet.

### Zweites WODI in Hove
| 12. Juni Scorecard | Hove | England 331-6 (50)          | – | Südafrika 262-9 (50) |
|                    |      | England gewinnt mit 69 Runs |   |                      |

Südafrika gewann den Münzwurf und entschied sich als Feldmannschaft zu beginnen. Als Spielerin des Spiels wurde Sarah Taylor ausgezeichnet.

### Drittes WODI in Canterbury
| 15. Juni Scorecard | Canterbury | Südafrika 228 (49.5)          | – | England 232-3 (44) |
|                    |            | England gewinnt mit 7 Wickets |   |                    |

Südafrika gewann den Münzwurf und entschied sich als Schlagmannschaft zu beginnen. Als Spielerin des Spiels wurde Tammy Beaumont ausgezeichnet.

## Auszeichnungen

### Player of the Series
Als Player of the Series wurden der folgende Spieler ausgezeichnet.
| Serie | Player of the Series |
| ----- | -------------------- |
| WODI  | Tammy Beaumont       |

### Player of the Match
Als Player of the Match wurden die folgenden Spielerinnen ausgezeichnet.
| Spiel   | Player of the Match |
| ------- | ------------------- |
| 1. WODI | Lizelle Lee         |
| 2. WODI | Sarah Taylor        |
| 3. WODI | Tammy Beaumont      |